# Merkin Ball
Merkin Ball es un EP de dos canciones de Pearl Jam y acompañados por Neil Young y que fue lanzado el 5 de diciembre de 1995.

## Descripción
Merkin Ball es considerado como el acompañante oficial del álbum Mirror Ball de Neil Young. Las canciones fueron grabadas durante la parte final de las sesiones de "Mirror Ball". Ambos álbumes se complementan el uno al otro tanto musical como
artísticamente, tanto en las portadas como en el diseño interior del álbum. Merkin Ball alcanzó disco de oro en los Estados Unidos.
En septiembre de 2001, Eddie Vedder y Mike McCready se unirían a Neil Young para interpretar "Long Road" para el concierto a beneficio America: A Tribute to Heroes.
En un concierto de Pearl Jam el 7 de julio de 2006, Vedder reveló que él escribió "Long Road" después de enterarse de la muerte de su antiguo profesor de escuela de arte dramático y mentor, Clayton E. Liggett. Vedder añadió que empezó a tocar y repetir el acorde de Re M, como si estuviera "tratando de tocar un timbre para decir que: perdimos a uno de los nuestros", y después de unos "ocho minutos", el resto de integrantes de la banda se unieron sin decir nada y empezaron a darle vida a la canción.

## Lista de canciones
Toda la información está tomada de All Music Guide.
Todas las canciones están acreditadas a Eddie Vedder:
1. "I Got Id" – 4:53
  - Conocida también como "I Got Shit".
2. "Long Road" – 5:59

## Posiciones en listas
Toda la información está tomada de varias fuentes.
| Año  | Sencillo   | Lista                     | Posición |
| ---- | ---------- | ------------------------- | -------- |
| 1995 | "I Got Id" | Australian Singles Chart  | 2        |
| 1995 | "I Got Id" | US The Billboard Hot 100  | 7        |
| 1995 | "I Got Id" | US Mainstream Rock Tracks | 2        |
| 1995 | "I Got Id" | US Modern Rock Tracks     | 3        |
| 1995 | "I Got Id" | New Zealand Singles Chart | 17       |
| 1995 | "I Got Id" | UK Singles Chart          | 25       |
| 1995 | "I Got Id" | Irish Singles Chart       | 29       |

## Créditos
Toda la información está tomada de All Music Guide.
- Brendan O'Brien – Bajo en "I Got Id"
- Neil Young – Guitarra, Órgano, Voz
- Eddie Vedder – Guitarra, Voz
- Jeff Ament – Bajo en "Long Road"
- Jack Irons – Percusiones, Batería

### Personal adicional
- Productor - Brett Eliason
- Ingenieros de Sonido y Mezclas - Brett Eliason
- Fotografía - Joel Bernstein